# Figlio del lupo
Figlio del lupo è un romanzo della scrittrice Romana Petri, pubblicato nel 2020 e ispirato alla vita dello scrittore Jack London.

## Storia editoriale
Figlio del lupo ha vinto nel 2020 il Premio letterario Giovanni Comisso, il Premio della Giuria nell'ambito del Premio letterario nazionale per la donna scrittrice e il Premio Città di Penne - Mosca.

## Trama
L'autrice ripercorre la vita del protagonista, ricorrendo molto spesso al flashback, ricostruendo dialoghi e sottolineando le molte contraddizioni, soprattutto ideologiche, di London. Legatissimo alla madre, alla sorella maggiore Eliza e al padre adottivo John London, il giovanissimo Jack non esitava a compiere i lavori più umili o a scrivere per denaro, per soccorrere i suoi cari sempre in difficoltà finanziarie. Quando gli arrise un successo assoluto, con Il richiamo della foresta, Romana Petri così si esprime:
Sul piano delle idee, il giovane scrittore era altrettanto preso dal socialismo quanto dalla teoria del Superuomo di Friedrich Nietzsche. Voleva inoltre diventare immensamente ricco per consentire a moltissime persone di avere presso di lui un buon posto di lavoro. A questo proposito Romana Petri scrive:
E più oltre:
Infine, sulla possibilità che Jack London sia morto suicida, l'autrice propende invece per una morte accelerata dall'alcool e dalle continue sfide cui egli si sottoponeva senza risparmio, ma nel complesso non voluta (diversamente da quanto avviene in Martin Eden). In ciò Petri ripercorre le ipotesi di altri studiosi, quali Clarice Stasz e così presenta il fatto che preludeva alla morte di London, già molto malato:

## Edizioni
- Romana Petri, Figlio del lupo: romanzo, Mondadori, Milano 2020